# Дезерт-Вью-Хайлендс
Дезерт-Вью-Хайлендс (англ. Desert View Highlands) — статистически обособленная местность, расположенная в округе Лос-Анджелес (штат Калифорния, США) с населением 2360 человек по данным переписи 2010 года.

## География
По данным Бюро переписи населения США статистически обособленная местность Дезерт-Вью-Хайлендс имеет общую площадь в 1,29 квадратного километра, водных ресурсов в черте населённого пункта не имеется.
Статистически обособленная местность Дезерт-Вью-Хайлендс расположена на высоте 827 метров над уровнем моря.

## Демография
| Год переписи      | Нас. |  | %±   |
| ----------------- | ---- |  | ---- |
| 1980              | 2175 |  | —    |
| 1990              | 2154 |  | −1%  |
| 2000              | 2337 |  | 8,5% |
| 2010              | 2360 |  | 1%   |
| 1980–2010 source: |      |  |      |

По данным переписи населения 2000 года в Дезерт-Вью-Хайлендс проживало 2337 человек, 565 семей, насчитывалось 731 домашнее хозяйство и 775 жилых домов. Средняя плотность населения составляла около 1911,3 человека на один квадратный километр. Расовый состав Дезерт-Вью-Хайлендс по данным переписи распределился следующим образом: 63,12 % белых, 5,86 % — чёрных или афроамериканцев, 1,5 % — коренных американцев, 2,23 % — азиатов, 0,09 % — выходцев с тихоокеанских островов, 7,45 % — представителей смешанных рас, 19,77 % — других народностей. Испаноговорящие составили 36,8 % от всех жителей статистически обособленной местности.
Из 731 домашнего хозяйства в 43,9 % — воспитывали детей в возрасте до 18 лет, 55,5 % представляли собой совместно проживающие супружеские пары, в 15,6 % семей женщины проживали без мужей, 22,7 % не имели семей. 19,2 % от общего числа семей на момент переписи жили самостоятельно, при этом 7,4 % составили одинокие пожилые люди в возрасте 65 лет и старше. Средний размер домашнего хозяйства составил 3,2 человека, а средний размер семьи — 3,66 человека.
Население статистически обособленной местности по возрастному диапазону по данным переписи 2000 года распределилось следующим образом: 35,1 % — жители младше 18 лет, 7,5 % — между 18 и 24 годами, 28 % — от 25 до 44 лет, 20 % — от 45 до 64 лет и 9,4 % — в возрасте 65 лет и старше. Средний возраст жителей составил 33 года. На каждые 100 женщин в Дезерт-Вью-Хайлендс приходилось 96,2 мужчины, при этом на каждые сто женщин 18 лет и старше приходилось 95,5 мужчины также старше 18 лет.
Средний доход на одно домашнее хозяйство в статистически обособленной местности составил 37 341 доллар США, а средний доход на одну семью — 40 263 доллара. При этом мужчины имели средний доход в 38 413 долларов США в год против 26 295 долларов среднегодового дохода у женщин. Доход на душу населения в статистически обособленной местности составил 15 651 доллар в год. 9,4 % от всего числа семей в округе и 10,1 % от всей численности населения находилось на момент переписи населения за чертой бедности, при этом 10,5 % из них были моложе 18 лет и 2,7 % — в возрасте 65 лет и старше.